# Чечотка Ірина Романівна
 Чечотка Ірина Романівна  (нар. 2 квітня 1975, м. Камінь-Каширський Волинської області) — український юрист,  Голова  Солом'янської районної у місті Києві державної адміністрації (2020 - 2025).

## Життєпис
Народилася 2 квітня 1975 року у місті Камінь-Каширський Волинської області .

### Освіта
Отримала освіту у Київському національному університеті імені Тараса Шевченка за спеціальністю «юрист».
Закінчила Луцький національний технічний університет з кваліфікацією «облік і аудит».  

### Кар'єра
Працювала помічником прокурора, заступником прокурора Солом'янського району. 
15 грудня 2015 року була призначена  керівником Київської місцевої прокуратури №9 Солом'янського району.
18 травня 2020 року Розпорядженням Президента України призначена Головою  Солом'янської районної у місті Києві державної адміністрації.
26 травня 2025 року увільнена зі займаної посади.